# Hallidays Point
Hallidays Point est une localité de la Nouvelle-Galles du Sud en Australie, faisant partie de la zone d'administration locale de la Ville de Grand Taree.
Situé à mi-chemin entre Forster et Taree, c'est à la fois une zone touristique, et une zone de protection de la nature.